# Microperoryctes
Microperoryctes é um gênero marsupial da família Peramelidae, endêmico de Nova Guiné.

## Espécies
- Microperoryctes aplini Helgen & Flannery, 2004 - Bandicoot-pigmeu-de-arfak
- Microperoryctes longicauda (Peters & Doria, 1876) - Bandicoot-listado-ocidental
- Microperoryctes murina Stein, 1932 - Bandicoot-rato
- Microperoryctes ornata (Thomas, 1904)
- Microperoryctes papuensis (Laurie, 1952) - Bandicoot-de-papua